# Rainbow Islands Evolution
Rainbow Islands Evolution è un videogioco della serie Bubble Bobble per la console portatile PlayStation Portable. È anche conosciuto come New Rainbow Island: Hurdy Gurdy Daibouken!! in Giappone. È un remake migliorato del gioco arcade Rainbow Islands .

## Trama
Bub e Bob, i due protagonisti della serie, si trovano faccia a faccia con una malvagia etichetta discografica intenta ad inquinare le Isole Arcobaleno con continui rumori musicali che causano l'appassimento della flora e la mutazione della fauna. Per combattere i vari nemici disseminati nel gioco, Bub e Bob usano come arma una ghironda in grado di creare arcobaleni.

## Modalità di gioco
Il gioco segue lo stesso sistema di scorrimento verticale dell'originale, ma si espande nella terza dimensione grazie alla possibilità di muoversi su delle piattaforme poste in secondo piano.

## Accoglienza
| Testata                                 | Giudizio |
| --------------------------------------- | -------- |
| Metacritic (media al 30 settembre 2020) | 47/100   |
| GameRankings (media al 9 dicembre 2019) | 52.60%   |
| Eurogamer                               | 4/10     |
| VideoGamer.com                          | 4/10     |

Rainbow Islands Evolution è stato accolto negativamente dalla critica. Molte recensioni hanno evidenziato che il gioco era stato sovraccaricato di nuove funzionalità che, per la maggior parte, rendevano questa versione del gioco significativamente diversa dall'originale.